# زاپ شده!
زاپ شده! (به انگلیسی: Zapped!) فیلمی محصول سال ۱۹۸۲ و به کارگردانی رابرت جی روزنتال است. در این فیلم بازیگرانی همچون اسکات بایو، ویلی آمس، فلیس شاکتر، هتر توماس، رابرت ماندان، گرگ برادفورد، اسکتمن کراترز، سو آن لنگدون، میوز اسمال، مریت باتریک، ادی دیزن، لاواندا پیج و کرین برر ایفای نقش کرده‌اند.